# اختراق حاجز الصوت فوق القاهرة-حرب الاستنزاف
اختراق حاجز الصوت فوق القاهرة كان عبارة عن الفرقعات المدوية التي شهدتها القاهرة خلال حرب الاستنزاف وهي سلسلة من طلعات جوية لمقاتلات إسرائيلية اخترقت حاجز الصوت فوق العاصمة كمحاولة لفرض ضغط نفسي إضافي على الشعب والقيادة المصرية خلال الحرب. وقد تسببت الغارات في إلحاق أضرار بالمباني، لا سيما في الأحياء المرموقة في القاهرة، وإلى غضب وإحباط القيادة المصرية.
خلال حرب الاستنزاف، سعت مصر إلى تقويض قوات الجيش الإسرائيلي وإصابته بأكبر عدد ممكن من الخسائر، تمثل ذلك بشكل رئيسي عبر القصف المدفعي على خط بارليف وأهداف في شرق سيناء، ورداً على ذلك هاجمت إسرائيل القوات المصرية في غرب قناة السويس من خلال القصف الجوي وبعض عمليات الإغارة. وأدت زيادة الإصابات في صفوف الجيش الإسرائيلي إلى تفاقم ردود أفعاله فبدأ في مهاجمة القوات المصرية في العمق المصري وكذلك قصف أهداف البنية التحتية المدنية والأهداف الاقتصادية. أدت بعض الهجمات العميقة إلى حالة من السكون على الجبهة لعدة أسابيع أو عدة أشهر، حيث كان على المصريين تعبئة قوات خاصة عرفت باللجان الشعبية لحراسة المرافق والمنشآت الاقتصادية. وفي 17 يونيو 1969، أثناء مهمة استطلاع وتصوير فوق محيط القاهرة والمفاعل النووي في أنشاص من زوجين من طائرات الميراج من السرب 119، زادت إحدى الطائرات من سرعتها للحاق بشريكتها وحدث بطريق الخطأ اختراق حاجز الصوت عند مستوى منخفض على علو 800 قدم فوق أحياء القاهرة. مما أدى إلى تحطم العديد من النوافذ الزجاجية حي هليوبوليس المرموق بالقرب من القصر الجمهوري ومقر قيادة الدفاع الجوي المصري. ذكرت وسائل الإعلام هذا الحادث وتسببت في إحراج القيادة المصرية.
تسببت هذه الفرقعات المدوية فوق العاصمة إلى غضب الرئيس جمال عبد الناصر، الذي وبعد مناقشة مع قادة الجيش، عزل قائد القوات الجوية مصطفى شلبي الحناوي، وعين علي مصطفى بغدادي بدلاً منه. كما عاقب قادة آخرين.
طلب قائد القوات الجوية الإسرائيلية، موردخاي هود، توضيح ملابسات الحادث حيث وجد أنه وسيلة أخرى لممارسة الضغط على المصريين. نتيجة لذلك، أمرت إسرائيل طائراتها المقاتلة بعمل طلعات تختراق حاجز الصوت فوق الأحياء المرموقة في القاهرة. ومن أجل زيادة شدة الانفجار والضرر الذي يلحق بالمباني، استُخدمت طائرات فانتوم التي كانت فرقعاتها أعلى من الميراج، وبالتالي تحدث صدمة وأضراراً أكبر على طول المدينة. واحدة من أكثر هذه الطلعات فاعلية جرت في 4 أكتوبر 1969، عندما طار زوج من الفانتوم، فوق مبان العاصمة منها، قصر الجمهورية وميدان التحرير، مما جعل المباني تهتز وتتحطم نوافذها.
كان القصف من إحدى العوامل التي جعلت عبد الناصر يطلب من السوفييت إرسال خبراء عسكريين للمساعدة في حماية سماء البلاد.